# 전역 예정 학군 장교 전형
전역 예정 학군 장교 전형(轉役豫定學軍將校銓衡)은 의무복무기간을 장교로 복무하고 전역한 직후의 예비역 학군장교들을 상대로 대기업 등에서 하는 채용방식이다. 전역 예정 학군 사관 전형(轉役豫定學軍士官銓衡)이라도 한다. 학군장교들은 대학교 3학년과 4학년 때 군사교육을 이수한 후 2월에 대학교를 졸업하고 소위임관후 이듬해 3월에 중위진급 후 그 이듬해 6월30일을 기해 의무 복무 기간이 끝나는 데 대부분 전역한다. 소위 12개월과 중위 16개월 등 총 28개월의 의무 복무기간을 마치고 전역하는 학군 장교들은 대학교 졸업의 학력이고 대부분 전역 후 취업을 하므로 이들을 위하여 각 대기업에서 6월이나 7월에 이들을 상대로 별도의 채용을 하는 것이다.